# Laxtjärnen (Orsa socken, Dalarna, 680368-145402)
Laxtjärnen är en sjö i Orsa kommun i Dalarna och ingår i Dalälvens huvudavrinningsområde.